# ناوچه الدمام
الدمام (۸۱۶) یک ناوچه کلاس لافیت متعلق به نیروی دریایی سلطنتی سعودی است.

## توسعه و طراحی
ناوچه الدمام یک نسخه ضدهوایی توسعه یافته از ناوچه کلاس لافایت فرانسوی است، که حداکثر وزن آن به۴۷۰۰ تن می‌رسد. طول آن۱۳۳ متر و عرض آن تقریباً ۱۶ متر است.

## ساخت
ناوچه الدمام در ۷ سپتامبر ۲۰۰۲ در کارخانه کشتی سازی لوریان به آب انداخته شد و در ۲۳ اکتبر ۲۰۰۴ وارد خدمت شد.

## ناوچه‌های کلاس الریاض
سه ناوچه کلاس الریاض ساخته شده‌است:
ناوچه الریاض شماره ۸۱۲
در سال ۲۰۰۲ راه اندازی شد
ناوچه مکه شماره ۸۱۴
در سال ۲۰۰۴ راه اندازی شد
ناوچه الدمام شماره ۸۱۶
در سال ۲۰۰۴ راه اندازی شد